# Potbrood

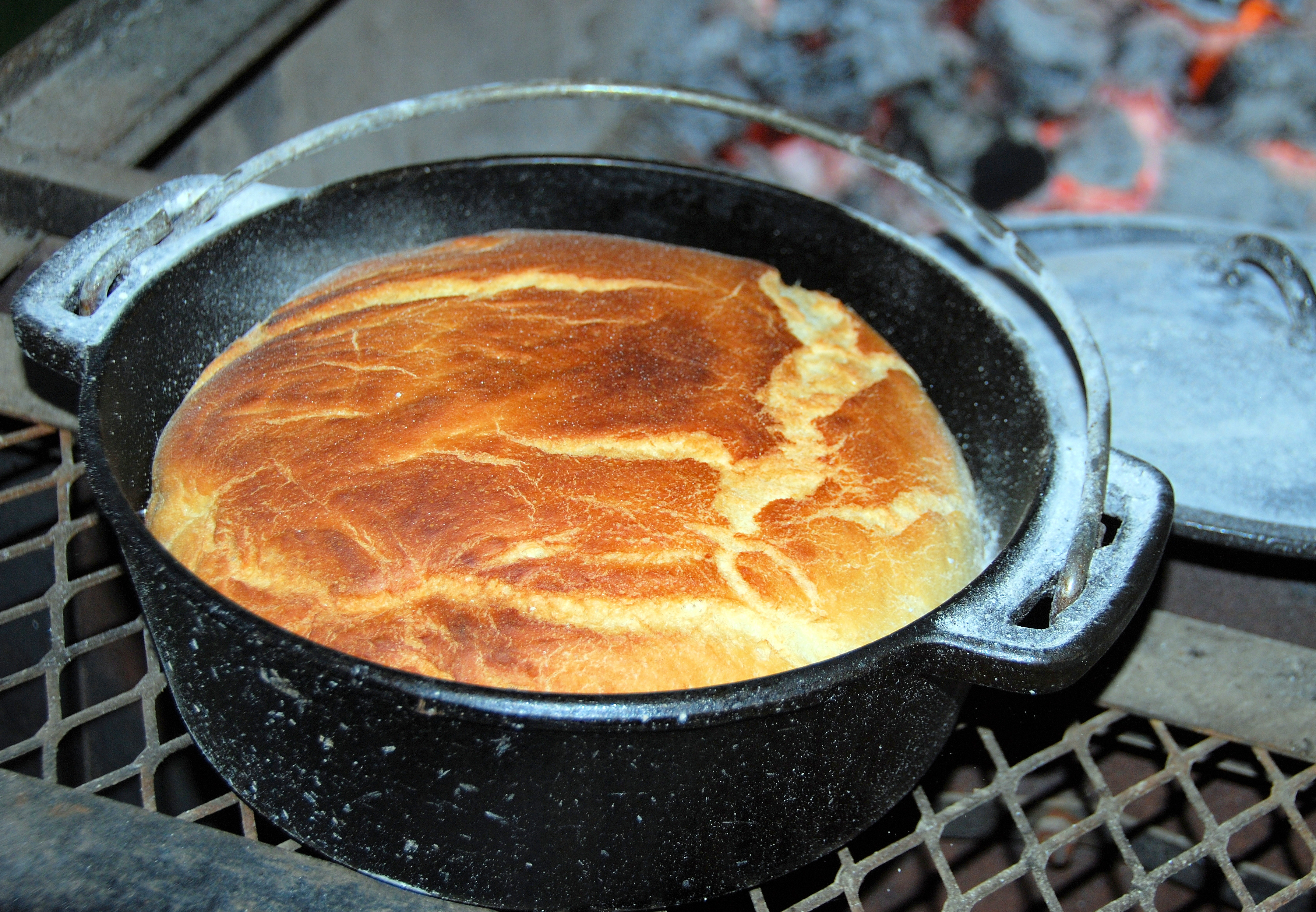
Potbrood

Potbrood (englisch pot bread) ist ein Brot, das traditionell in einem gusseisernen Topf, einem sogenannten Potjie, in einem Erdloch mit heißer Holzkohle umgeben, gebacken wird. Es kann auch über dem Feuer oder im Backofen gebacken werden. Das Wort Potbrood setzt sich aus den afrikaansen Worten Pot (Topf) und Brood (Brot) zusammen. Potbrood heißt somit übersetzt „Topfbrot“. Diese Art des Brotbackens wurde in Südafrika von den Buren eingeführt und wird dort, wie auch in Namibia, zu vielen Speisen serviert, wie zum Beispiel zum Braai. Die zum Braai verwendete Glut wird anfangs um und auf den mit dem Deckel verschlossenen Topf verteilt. Nach gewisser Zeit wird das Brot ohne Deckel fertiggebacken. 
Potbrood wird auf vielen südafrikanischen Weinfarmen zu Weinproben angeboten.